# Замок Алегрети
Замок Алегрети (порт. Castelo de Alegrete) — средневековый замок в Португалии в деревне Алегрети, около Порталегри. Замок представляет собой одно из наиболее важных укреплений на границе Алентежу. В настоящее время рассматривается Правительством Португалии как ценный туристический объект.

## История
Во время Реконкисты на Пиренейском полуострове деревня Алегрети и его укрепления были завоеваны около 1160 года войсками короля Афонсу Энрикеша (1112—1185). Однако первые документальные свидетельства существования замка в этом районе относится к XIII веку, когда по условиям соглашения в Бадахосе (16 февраля 1267), подписанного Афонсу III (1248—1279) и его отцом Альфонсо X Кастильским, Алегрети и её замок были включены в территории Португалии.
В контексте кризиса 1383—1385 годов замок был занят сторонниками Ависского ордена, став лагерем для португальских войск под командованием коннетабля Нуну Альвареша Перейры (8 апреля 1384), победителя кастильцев в битве при Атолейруше.
В правление короля Афонсу V (1438—1481) замок был завоеван войсками Кастилии (1475). Возвращение в руки португальцев произошло 14 февраля 1516 года, при короле Мануэле I (1495—1521).
Во время кризиса преемственности 1580 года замок Алегрети вновь приобрел стратегическое значение. Позже во время войны за независимость король Жуан IV (1640—1656) наградил своего полководца Матиаса де Альбукерке титулом графа Алегрети. В 1662 году гарнизон замка, укомплектованной двумя пехотными батальонами под командованием Ла Коште, был осажден испанскими войсками под командованием Хуана Австрийского. Испанцы послали в замок требование о капитуляции, но португальцы в ответ прислали две бутылки местного крепленого вина, заявив, что будут сопротивляться до последней капли этого напитка, производимого здесь. После этого испанцы сняли осаду. С 1664 года укрепления замка были модернизированы и усилены в определенных точках под руководством маркиза де Мариальвы. Был построен бастион, не сохранившийся до наших дней. В 1687 году был образован маркизат Алегрети, первым обладателем титула маркиза стал Мануэль Телеш да Силва.
В начале XVIII века деревня и её замок выдержали осаду войсками Филиппа V Испанского (1704), после чего наслаждались спокойствием до начала следующего века, когда замок был задействован в ходе Апельсиновой войны (1801). В 1877 году, по завещанию последнего маркиза Алегрети Мануэля де Вильены, деревня и замок вернулись в государственную казну.
2 января 1946 года замок был переведен в ведение Генерального директората по вопросам национальных зданий и памятников (DGEMN). С 1977 года в замке проводились реставрационные работы.

## Архитектура
Замок Алегрети является образцом готической военной архитектуры и имеет прямоугольную планировку. Башня, защищавшая ворота южной стены, утрачена. Восточная стена имеет зубчатую лестницу и обзорную площадку. Укрепления замка были дополнены стеной, окружавшей деревню и связанной со стеной замка. Однако внешняя стена сохранилась плохо, от неё остались лишь ворота с двумя оборонительными башнями готического стиля.